# Simson SL1-serie
De SL1 was een lichte bromfiets die geproduceerd werd door Oost-Duitse merk Simson.

## Voorgeschiedenis
Al in de jaren vijftig was de "bromfietshistorie" van het merk Simson begonnen met kleine series lichte bromfietsjes, de SR1, SR2 en SR2E. In de jaren zestig waren er zwaardere bromfietsen met versnellingen voor in de plaats gekomen, de "Vogelserie". De DDR-regering besloot eind jaren zestig dat er nieuwe, goedkope modellen moesten komen, om de weinig kapitaalkrachtige bevolking van vervoermiddelen te voorzien. Voor brom- en motorfietsen gold immers niet de vreselijk lange wachttijd die voor de auto's van Trabant en Wartburg wél bestonden. De overheid bemoeide zich dan ook met de ontwikkeling én de prijsstelling van de Simson-bromfietsen.

## SL1
De Simson SL1 was een kort leven beschoren: van 20 juli 1970 tot 31 maart 1972. Er werden er slechts 60.200 van gemaakt. De productie kwam al moeizaam op gang toen in augustus 1970 het aluminium gietwerk uit Joegoslavië niet binnen kwam. De SL1 was een eenvoudige, goedkope automaatbromfiets ("Mofa") met een centrifugaalkoppeling die vooral bestemd was voor dames en voor klanten die de "schakelbrommers" uit de "vogelserie" te ingewikkeld en/of te duur vonden. De al vóór de productie door de staat voorgeschreven eenheidsprijs was 550 Oost-Duitse mark. Ter vergelijking: de prijzen voor de "Spatz", "Star" en "Sperber" waren respectievelijk 1.050-, 1.200- en 1.550 Mark. De SL1 moest dan ook zo goedkoop mogelijk geproduceerd worden.
De ontwikkelingsingenieurs moesten dan ook bij elk onderdeeltje rekenen om de prijs zo laag te krijgen. De voorvork van de SL1, die aanvankelijk afgeveerd zou worden, werd vervangen door een starre uitvoering. Desondanks lukte het niet om de 550 Mark te halen: de SL1 kwam voor een prijs van 695 Mark op de markt. De geplande smalle 20 x 2,00 banden werden door het "Deutsches Amt für Maß und Gewicht" (de Oost-Duitse Rijksdienst voor het Wegverkeer) niet toegelaten. Daarom werd de SL1 uitgevoerd met 20 x 2,25 banden. Door een tweede aandrijfketting kon men meefietsen, maar kon de bromfiets ook aangefietst worden. De verkoop wilde echter niet goed op gang komen. Voor het eerst in de geschiedenis van de DDR werd een marktonderzoek uitgevoerd, dat echter mislukte. Vooral de noodzaak van een rijbewijs deed de verkoop geen goed. Al in het voorjaar van 1971 werd de productie verminderd.

## SL1S
De SL1 werd in augustus van dat jaar vervangen door de SL1S. Die kreeg uiteindelijk wél de zo gewenste afgeveerde voorvork. Ook dit bood echter geen soelaas: op 31 maart 1972 werd de productie beëindigd, ondanks het feit dat de bedrijfsleiding nog plannen had gemaakt voor de "SL2 Top Mofa". De nieuw ontwikkelde motor met liggende cilinder werd later in grasmaaiers toegepast.

## Technische gegevens SL1-serie
| Simson               | SL1                  | SL1S                 |
| -------------------- | -------------------- | -------------------- |
| Naam                 | Mofa                 | Mofa                 |
| Periode              | 1970-1971            | 1971-1972            |
| Productieaantal      | 60.200               | 60.200               |
| Motor                | M51A                 | M51A                 |
| Motor type           | eencilinder tweetakt | eencilinder tweetakt |
| Koeling              | rijwind              | rijwind              |
| boring in mm         | 40                   | 40                   |
| slag in mm           | 39,5                 | 39,5                 |
| Cilinderinhoud in cc | 49,6                 | 49,6                 |
| Compressieverhouding | 8:1                  | 8:1                  |
| Max. Vermogen in pk  | 1,6 bij 4.000 tpm    | 1,6 bij 4.000 tpm    |
| Topsnelheid in km/h  | 30                   | 30                   |
| Versnellingen        | 1 (automaat)         | 1 (automaat)         |
| Gewicht in kg        | 38,5                 | 40                   |